# Григорій (Качан)
Григо́рій (від народження Кача́н Яросла́в Миха́йлович; 11 вересня 1939 р., Заставці Монастириського району Тернопільської області — 22 листопада 2016 р.) — український церковний діяч, архієпископ Запорізький і Мелітопольський.

## Навчання
З 1945 до 1955 рр. навчався у середній школі. У 1955–1960 рр. — навчання в Харківському медінституті.
З 1960 р. працював у стоматологічній поліклініці смт Томаківка, а з 1970 р. — в м. Марганець Дніпропетровської області.

## Початок служіння
У 1983–1985 рр. мав послух псаломника у Свято-Миколаївській церкві смт Нововоронцовка Херсонської області. Закінчив Московську Духовну Семінарію та три курси Московської Духовної Академії.
1985 р. висвячений архієпископом Даміаном (Марчуком) у м. Луцьк у сан диякона, і єпископом Іоаном в м. Житомирі — у сан священника цього ж року.
1985 року призначений другим священником у Свято-Воздвиженську церкву м. Горохів. 1987 р. призначений настоятелем Свято-Покровської церкви села Перемиль Горохівського району Волинської області.

## Запорізька єпархія
10 жовтня 1995 р. хіротонізований на єпископа Мелітопольського, вікарія Дніпропетровсько-Запорізької єпархії на Божественній літургії у Володимирському соборі міста Києва митрополитом Філаретом (Денисенком).
27 грудня 1995 р. йому було доручено керувати парафіями Дніпропетровсько-Запорізької єпархії на території Запорізької області на правах єпархіального архієрея.
1 лютого 1996 р. призначений керманичем Запорізької єпархії Української православної церкви Київського патріархату з титулом «Запорізький і Мелітопольський». 9 грудня 2002 року піднесений до сану архієпископа.
Відзначений вищими церковними нагородами: Орденом Святого Архистратига Божого Михаїла (1999 р.), Орденом святого рівноапостольного князя Володимира Великого III ступеня (2004 р.) та Орденом Юрія Переможця (14.12.2006 р.).
22 листопада 2016 р. упокоївся.

## Світлини

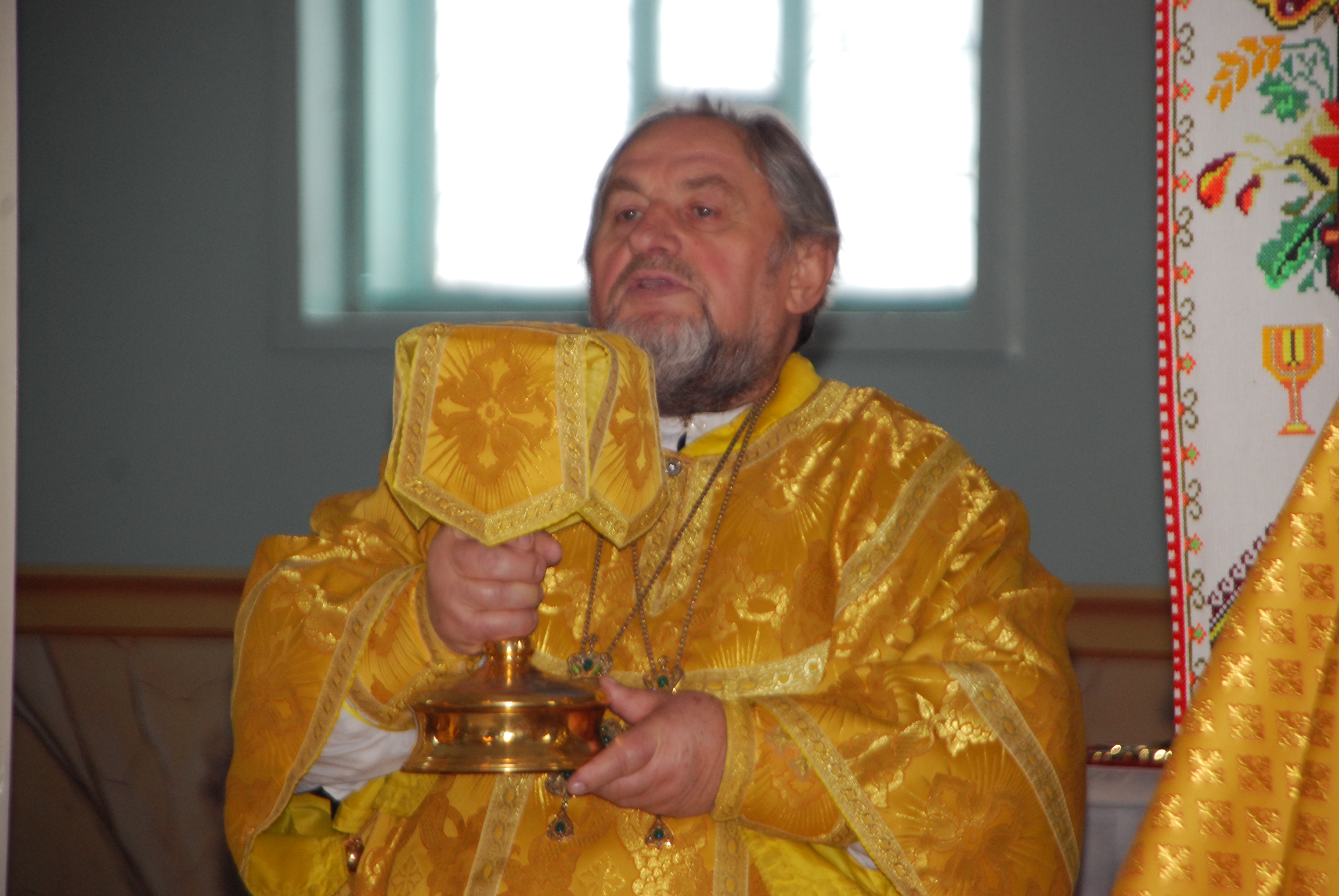
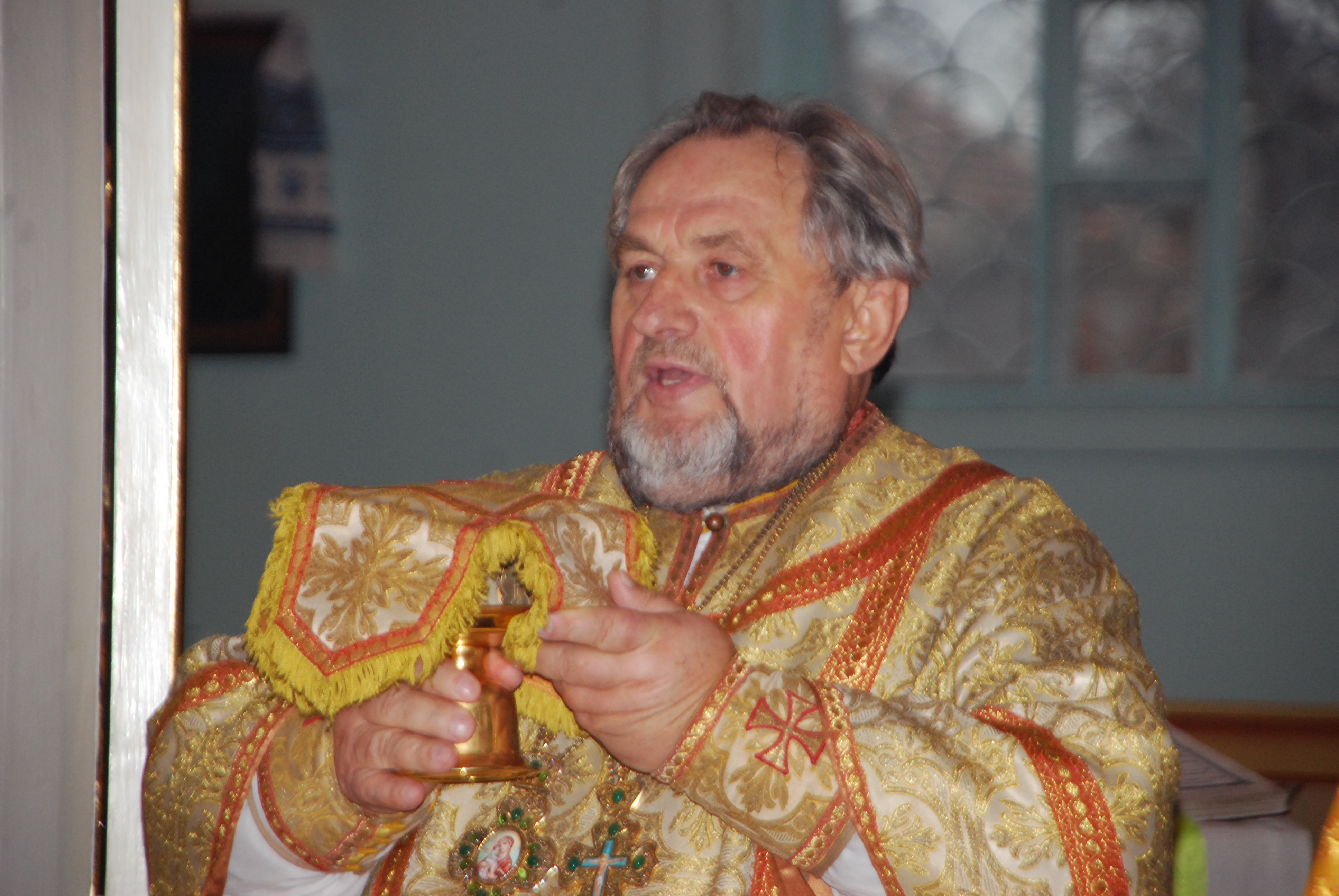
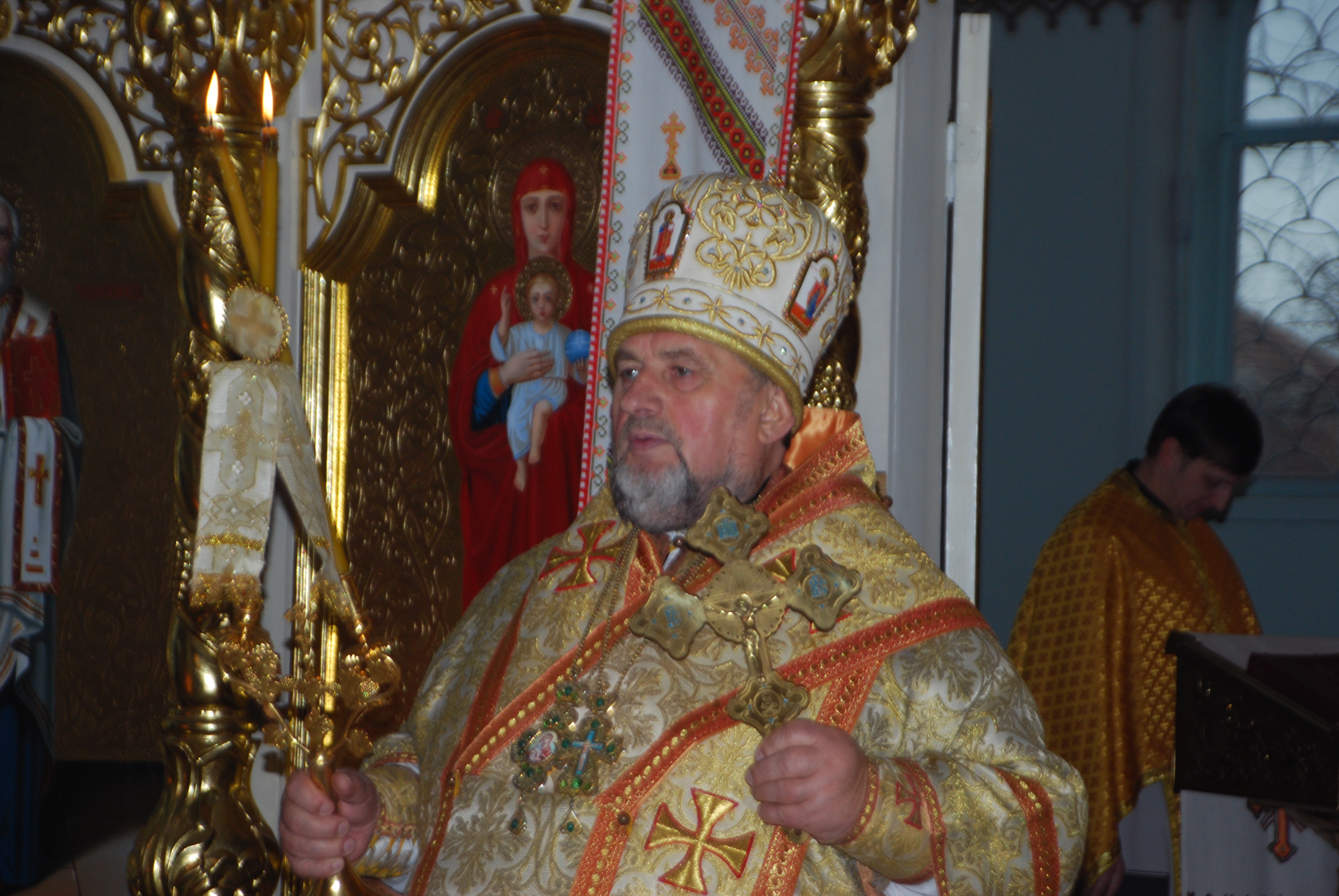
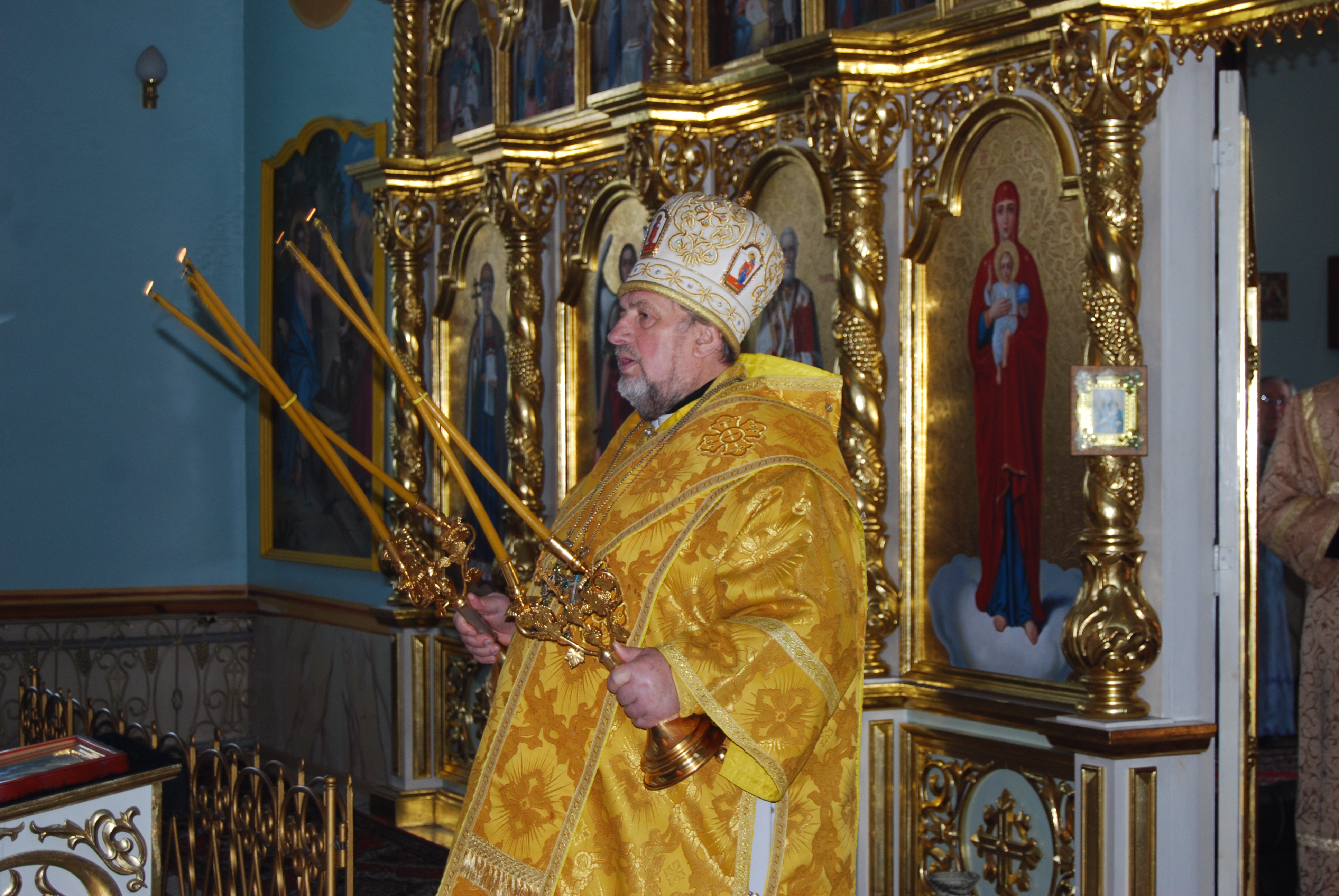
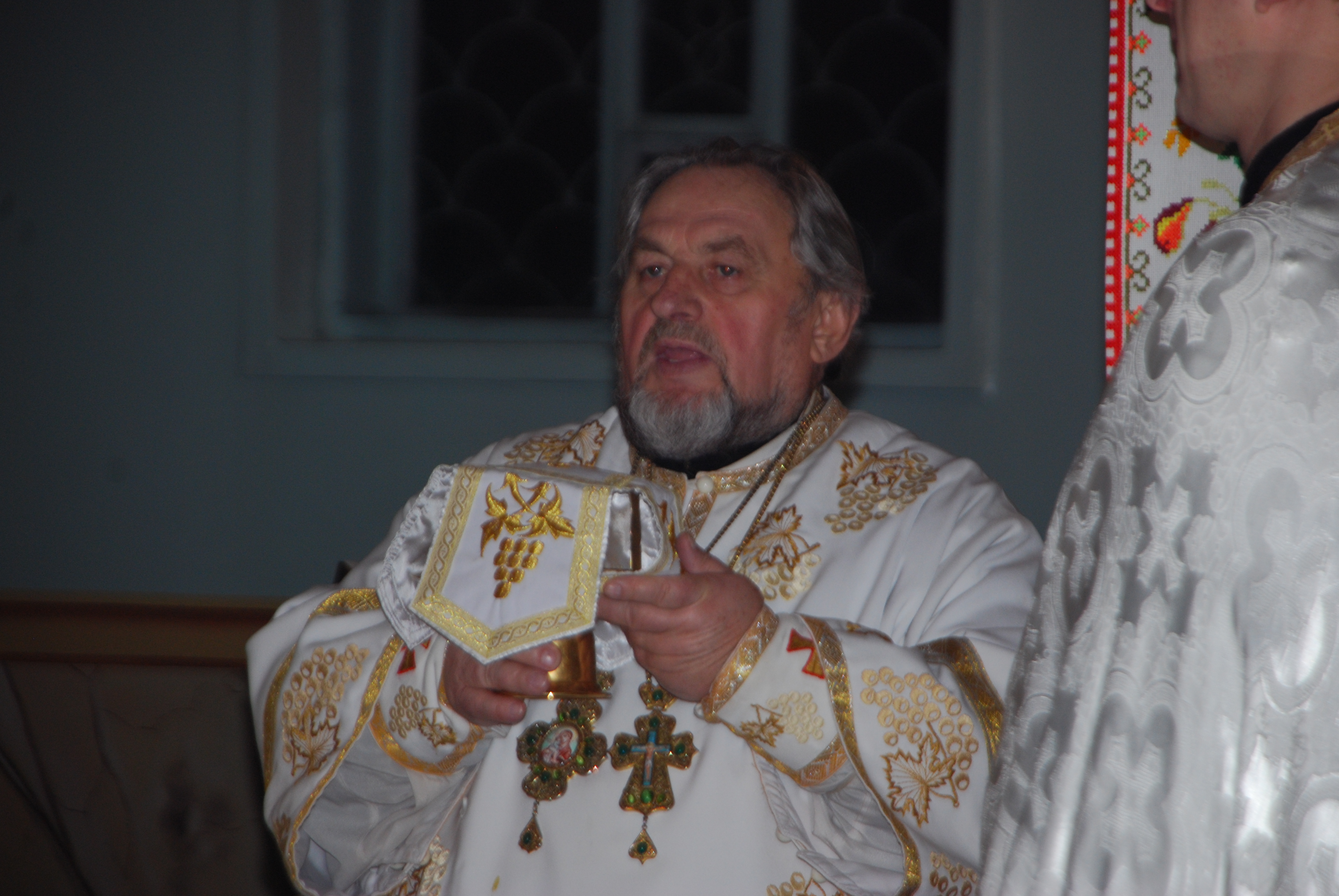
Пасхальне богослужіння
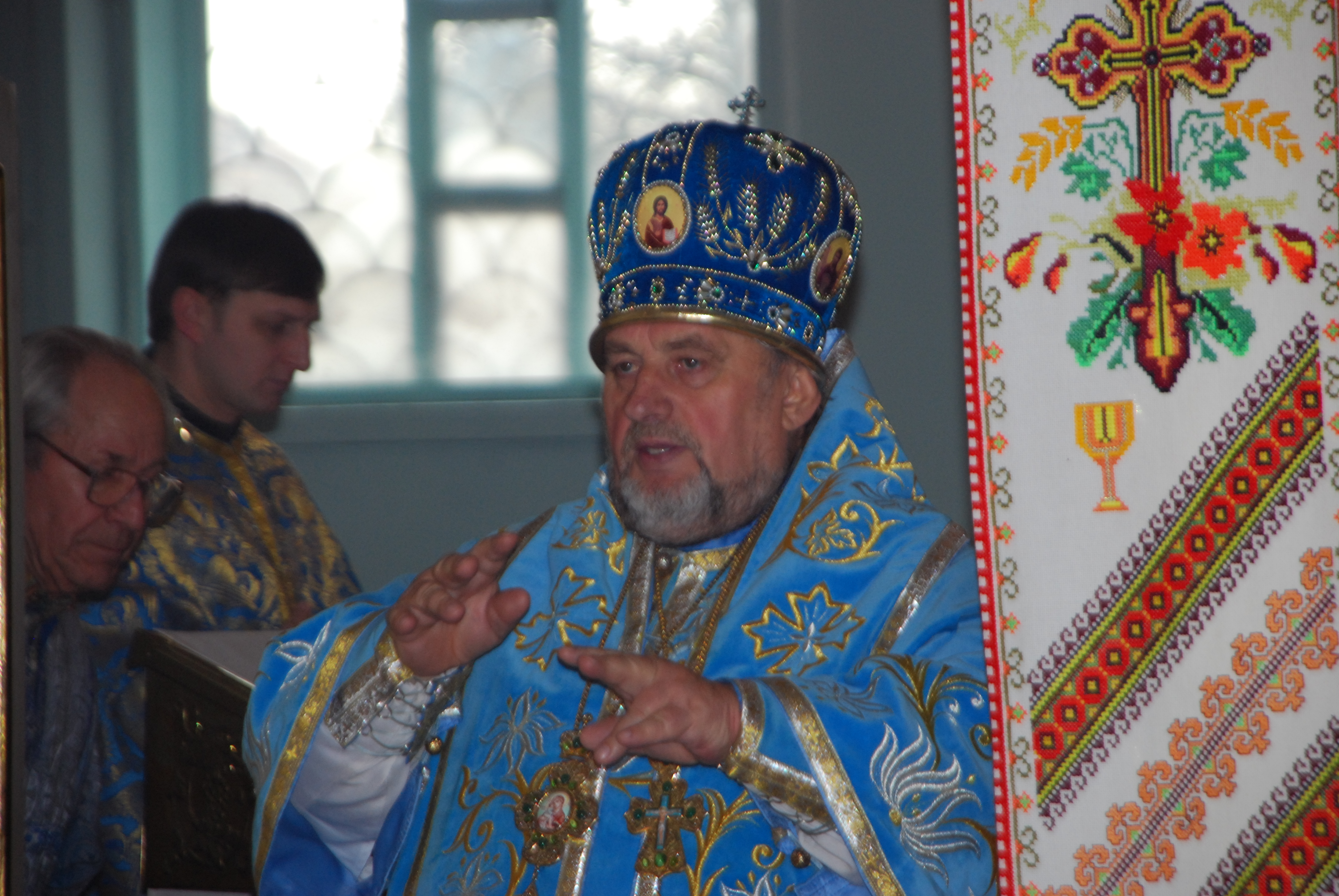